# ミツバ
ミツバ（三つ葉、三葉、野蜀葵、学名: Cryptotaenia canadensis subsp. japonica）は、セリ科ミツバ属の多年草。和名の由来は葉が3つに分かれている様子から。さわやかな香りが特徴の香味野菜（ハーブ）で、茎と葉が食用される。別名、ヤマミツバ、ノノミツバ、ノミツバ、ミツバゼリ。

## 特徴
日本原産。北海道から沖縄までの日本各地、及び中国、朝鮮半島、サハリン、南千島等の東アジアに広く分布し、平地から高山にかけて、日陰地や湿り気のある野原、谷間、川岸などに群生する。日本には古来から自生している野菜で、1本の茎に3枚の葉がついていることから「三つ葉」の名がつく。
草丈は30 - 50センチメートル (cm) ほどになる。葉は根の近くから曲がって横に張りだして互生し、長い柄の先に3枚の小葉からなる複葉をつける。葉身の形状は卵形で先が細くなって尖り、葉縁にはギザギザとした重鋸歯がある。全体にさわやかな香気を有する。
花期は夏（6 - 8月ごろ）で、花茎を伸ばして5枚の花弁からなる白い小さな花を咲かせる。花後は楕円形の果実をつける。
日本では栽培されたものがほぼ一年中店頭に並ぶ、ポピュラーな野菜となっている。

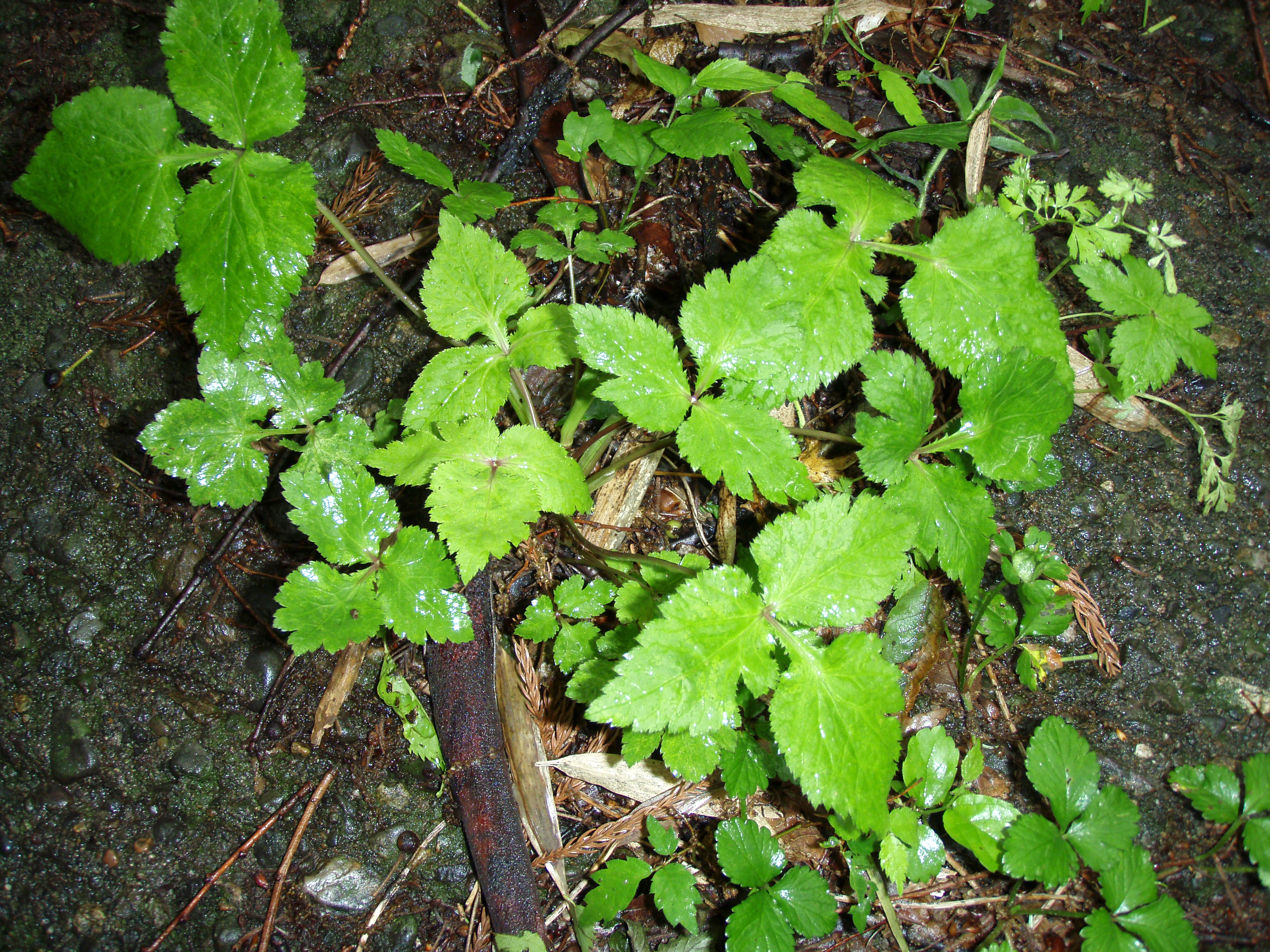
野生のミツバ
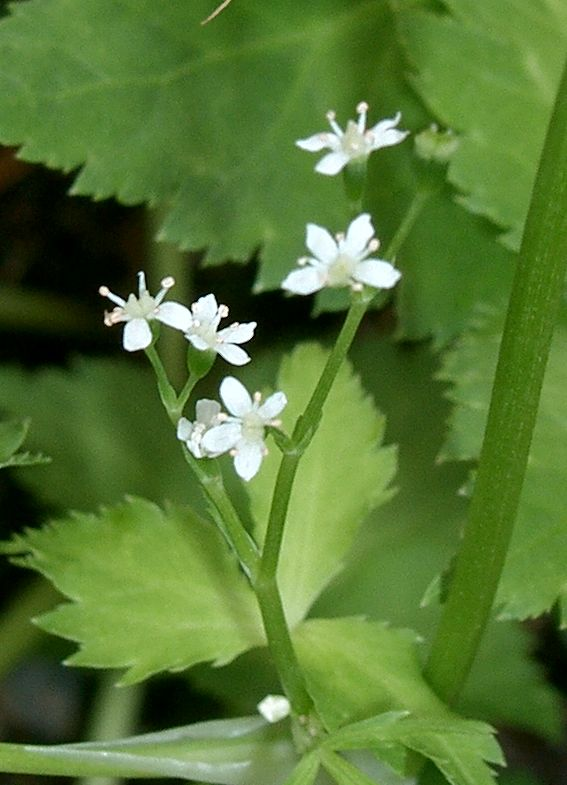
ミツバの花

## 種類
市場に流通するミツバは、野生ミツバを栽培方法の違いによって3種類に改良したもので、大別すると、畑などで育つ「根三つ葉」と、水耕栽培される「糸三つ葉」、灰汁が少ない「切り三つ葉」がある。元の品種に違いはなく、栽培方法によって葉や茎の見た目、香りの強さに違いを出している。
- 根三つ葉（根ミツバ） - 旬は春で、根をつけたまま出荷されるもので、最も野生種に近く、他の三つ葉よりも香りや風味が強くて栄養価も高く、歯触りがしっかりしているのが特徴。芽を土寄せして軟化栽培しているので、根元だけが白い[9]。一般の青菜のような使い方ができ、お浸し、吸い物、卵とじ、揚げ物、炒め物に向く[16][9]。シャキシャキした歯触りが関東で好まれる[10]。
- 糸三つ葉（糸ミツバ） - 根にスポンジがついて水耕栽培されるミツバで、通年市場に出回る。密植して茎を細く育てている[9]。栄養価が高く、食感と香りは根三つ葉と切り三つ葉の中間くらいで、用途は丼物や吸い物など広く使われる[16]。主に関西で使われている[9]。茎が緑色で、別名青ミツバともよばれる[9]。
- 切り三つ葉（切りミツバ） - 旬は冬で、葉の緑色が薄く、茎が細くて白く、香りが穏やかで、葉も茎ともやわらかく口当たりがよいのが特徴。軟化栽培で根を切り取っているため、茎全体が白い[9]。茶碗蒸しや吸い物の彩りに適している[16]。関東を中心に雑煮にも使われる[9]。

## 日本での栽培
江戸時代から栽培され、現在では主にハウス水耕栽培したものが周年出荷されており、山菜としては春から初夏が旬である。野生のものは一般的に、ハウス栽培のものよりも大きく香りも強い。掘り上げずに地上部を刈って収穫すれば、新芽が出てシーズン中は何回か収穫できる。
種から育てられるミツバは、1年のうちで2回栽培でき、「青ミツバ」は春まきして夏に収穫（4 - 8月）する方法と、秋まきして晩秋に収穫（9 - 12月）する方法がある。「根ミツバ」は、春まきして育ててそのまま冬を越し、翌年の春に収穫する。根株は水耕栽培することもでき、この場合は通年栽培が可能である。栽培適温は10 - 20度とされ、連作も可能な作物である。ミツバの種は発芽に光が必要で、ごく薄く覆土する必要がある。直まきをしてもよいが、育苗した方が育てやすい。「青ミツバ」は種まきから2 - 3か月で収穫できる。「根ミツバ」は、冬は穴あきの小トンネルをかけて防寒し、冬越しさせて春に収穫する。
種は水に一晩浸し、新聞紙などに広げて生乾きにした後に種をまく。直まきする場合は、用土は浅い溝をつけて筋まきし、種まき後は覆土せずに軽く手で押さえて静かに水やりをする。芽が出たら間引きしながら育てていき、株間を5 - 15センチメートル (cm) 間隔になるようにする。苗をつくってもよく、育苗箱に種を筋まきして、本葉が出始めるころに育苗ポットに移植し、本葉4 - 5枚で株間15 cmとり畑の畝に1本ずつ定植する。
ミツバは初期の生長が遅いため、苗が小さいうちは周囲の雑草に負けないように、こまめに草取りをする。追肥は草丈5 - 6 cmで1回目を行い、その後も10日から2週間に1度の間隔で追肥と中耕しを行い、夏場は日陰にして管理する。草丈が15 cmほどになったら、根を残して株元から切って、必要な分だけ収穫する。残した根株に追肥を行うことで新たな芽が出て、長期間収穫することができる。草丈が15 - 20 cmになったら収穫適期で、「青ミツバ」として根元を刈って何回か収穫する。冬に地上部が枯れたら冬越しの準備として、株元に10 cmほど土寄せして、トンネルをかけて防寒する。春に芽が出たらトンネルを外し、軟白部が10 cmくらいで株ごと収穫すると「根ミツバ」になる。家庭では、スーパーなどに売られている根つき三つ葉を、株元から5 cmほど残して切り、少量の液肥を入れた水に差して明るい窓辺に置くと、やがて新しい葉が再生して、周年栽培もできる。

## 生産地
ミツバは、収穫後にすぐに品質が落ち始める軟弱野菜の一つで、消費者のもとにすぐ届くような近郊農業で生産される作物である。日本の主な産地は、茨城県、埼玉県、千葉県、静岡県、愛知県などである。
2019年度（令和元年度）の日本全体の年間生産量は1万4000トン (t) 、作付面積は891ヘクタール (ha) である。都道府県別の収穫量割合は、千葉県 19%、愛知県 13%、茨城県 12％となっており、この3県で全国シェアの50%以上を占める。市町村別では、大分市（大分県）が最も収穫量・出荷量ともに最多で、これに浜松市（静岡県）、愛西市（愛知県）が続く。日本全体のミツバの生産量は年々減少する傾向にあり、過去14年で約24%の減少、作付面積も約28%減少しているが、単位面積当たりの収量は微増している。

## 利用
数少ない日本原産の野菜の一つで、葉と茎、蕾が食用にされる。野菜としての旬は、糸三つ葉が通年、根三つ葉が3 - 4月、切り三つ葉が12 - 2月といわれ、早春のものが特に香りもよくおいしいとされる。葉の緑色が鮮やかで、茎とともに変色がなく、全体にピンとして瑞々しいものが市場価値の高い良品とされる。関東では土寄せして根元を軟化させる「根ミツバ」、関西では土寄せせずに短期間で育てられた「青ミツバ」が主流である。
昔から野生種を食用にしていたといわれ、現代では見た目のかわいらしさとさわやかな香りを生かして、様々な和風料理に彩りを添えるために重宝されている。野生のものは特に香りが強く、鎮静や食欲増進に効果的といわれる。野生のものを採取する際は、自然保護の観点から根際からナイフで切りとって、根を残すことが推奨されている。
刻んで薬味にしたり、茹でておひたしや和え物とするほか、煮浸し、吸い物、汁の実、鍋物、茶わん蒸し、雑煮、天ぷら、丼物の具、卵とじなどにして幅広く用いられる。調理の下ごしらえで茹でる際には、火の通りが早く茹ですぎると風味が損なわれる食材のため、短時間で手早く茹でてすぐに水にとって冷ます。冷まし方が足りなかったり、水につけすぎると、緑色が変色したり、栄養素が逃げる原因となる。

### 栄養素
水耕栽培されている糸三つ葉や切り三つ葉に比べて、農地栽培されている根三つ葉は栄養価が高く、特にβ-カロテンやカリウム、カルシウム、鉄を多く含む緑黄色野菜である。根三つ葉のビタミンC含有量は、糸三つ葉の1.5倍、鉄は約2倍含まれている。3種のミツバのうち、糸三つ葉、根三つ葉、切り三つ葉の順にカロテン量が多いが、糸三つ葉のカロテンは可食部100グラム (g) 中に3200マイクログラム (μg) 含まれ、これは同じセリ科のセリを大きく凌ぐ量で、切り三つ葉でも730 μgも含まれている。ミツバに含まれるこれら栄養素は、貧血予防、疲労回復、肌荒れ予防に有効といわれている。また、ミツバの香り成分には、神経を鎮める作用や不眠改善、食欲増進作用があるといわれている。

### 保存
日持ちしない食材であるため、入手したらできる限り早く食べきるのが望ましい。使い残しなどで保存する場合は3 - 4日程度を限度に、糸三つ葉は根を切り離して茎を2 - 3等分にして、濡らしたキッチンペーパーなどを敷いた保存容器に入れて冷蔵する。根三つ葉は、洗わずに濡れたキッチンペーパーで根元を包み、ポリ袋に入れて乾燥防止して冷蔵する。

### 薬用
9月ごろに果実がついたものを採取し、陰干ししたものが民間薬として使われる。風邪の初期症状には、1日量15グラム (g) を600 ccほどの水で半量になるまで煎じ、かすをこしてから就寝前に服用する民間療法が知られる。食欲増進には、お浸しを食べるとよいといわれる。腫れものには生の葉をすり潰して、患部に湿布すると消炎効果があるとされる。